# Oberriet
Oberriet és un municipi del cantó de Sankt Gallen (Suïssa), situat al districte de Rheintal.